# Folium (blad)
Folium, meervoud "folia", is het laat-klassiek / middeleeuws Latijnse woord voor een blad in een middeleeuws handgeschreven (codex - manuscript) of gedrukt boek (incunabel - postincunabel).
Het woord "folium" wordt doorgaans afgekort tot "fol.", welke afkorting soms onjuist begrepen en uitgesproken wordt als 'folio', meervoud 'folio's'. Folio is geen zelfstandig naamwoord maar een aanduiding voor een bibliografisch 'formaat' (impositie): als een vel (plano) eenmaal over de korte kant gevouwen wordt dan ontstaat een 'bifolium' oftewel een dubbelblad, en dan is dat boek geschreven of gedrukt "in folio". De gewoonte om 'folio' tegen een 'folium' te zeggen is vermoedelijk een gallicisme. Het woord 'foliant' heeft geen specifieke terminologische betekenis en is een niet wetenschappelijke aanduiding van een groot boek.

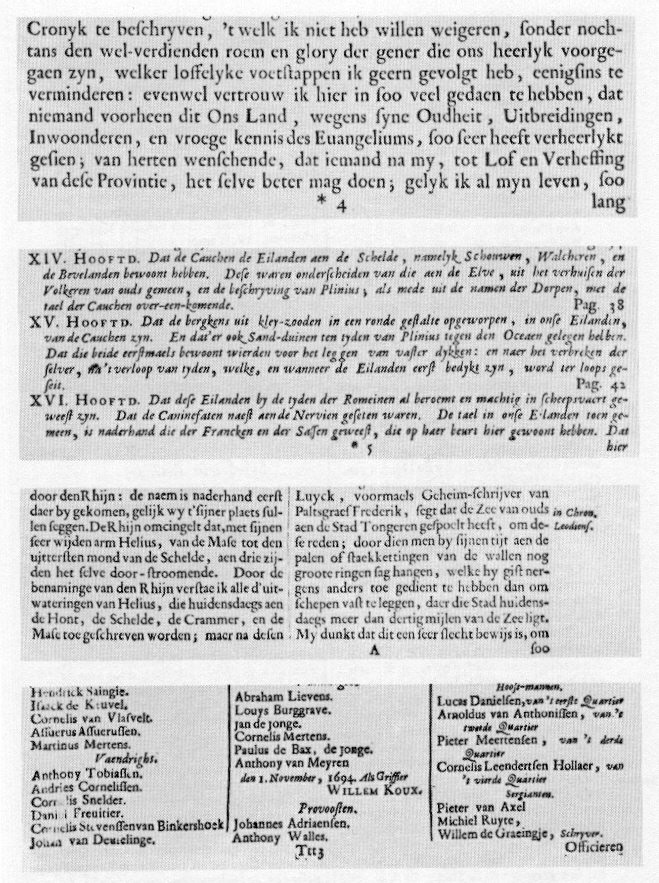
Voorbeelden van katernsignaturen uit de Cronyk van Zeelande door Mattheus Smallegange

De voorzijde van een folium noemt men de recto-zijde, de achterkant de verso-zijde: fol. 1r(ecto) is dus de voorzijde van blad 1, fol. 1v(erso) de achterkant. Is een blad(zijde) opgedeeld in (verticale) kolommen dan duidt men die aan met kleine letters: Fol. 1ra, fol. 1rb enz. Als een handschrift niet gefolieerd is dan reconstrueert men de plaats van het blad in het katern. Men spreekt dan van fol. A4v en bedoelt daarmee de achterzijde van blad 4 van het A-katern (wij zouden dat nu pagina 8 noemen).
Vanaf de twaalfde-dertiende eeuw ontstaat de gewoonte folia van een bladnummer te voorzien (foliëring), aanvankelijk midden in de bovenmarge van de verso-zijde, later aan de rechterkant van de bovenmarge van de recto-zijde. Voordat bladen gefolieerd werden volstond men met het aanbrengen van custoden alias reclamen (het eerste woord van de volgende bladzijde werd in het staartwit van de daaraan voorafgaande bladzijde geschreven of gedrukt) en katernsignaturen: Ai, Aij, Aiij enz.
De praktijk leert dat gefolieerde handschriften altijd opnieuw gefolieerd zijn door de conservator van de bibliotheek, waarvan het handschrift deel uitmaakt(e). Die 'moderne' foliëring is bijna altijd met potlood aangebracht. In beschrijvingen van handschriften wordt doorgaans verwezen naar de moderne foliëring en niet naar de oorspronkelijke, wat steevast tot verwarring leidt. Los daarvan werden er vaak fouten gemaakt bij het opnieuw foliëren van middeleeuwse - met name perkamenten - handschriften als gevolg van een natuurlijk 'klittenband'-effect dat ontstaat doordat in middeleeuwse perkamenten handschriften de kopiist ervoor gezorgd heeft dat in geval van een 'opening' de verso-zijde van het vorige blad en de recto-zijde van het volgende blad ofwel beide een vlees-zijde ofwel beide een haar-zijde tonen (Regel van Gregory). De vlees-zijde van een perkamenten blad is glad, maar de haar-zijde behoudt een minieme ruigheid die een klittenband-effect geeft.
Vanaf het einde van de zestiende eeuw werd de nummering per blad vervangen door een nummering per bladzijde: paginering, een gewoonte die pas in de negentiende eeuw het nummeren van bladen volledig en definitief verving. 'Pagina' is klassiek Latijn voor een kolom in een 'volumen', dat is een boekrol, het antieke 'heidense' boek dat in de loop van de vierde eeuw vervangen werd door de 'christen' codex. 
Hedendaagse boeken zijn doorgaans 'gemaakt' van losse bladen die met behulp van lijm in een band of kaft geplakt zijn: paperback. Het traditionele boek is gebonden: opgebouwd uit eenheden van vier (tot zes) in elkaar geschoven dubbelbladen die samen een katern vormen, welk woord de vernederlandsing is van het Latijnse "quaternio": in vieren. Ook wel "quarto of kwarto" gespeld.

## Andere betekenissen van het woord folio
- Een één maal gevouwen vel papier
- een vel papier circa 22 * 34.5 cm groot